# The Prince and Betty
Pour plus de détails, voir Fiche technique et Distribution.
The Prince and Betty est un film muet américain de Robert Thornby, sorti en 1919. Boris Karloff y participe dans un rôle non crédité. Le film est tiré d'une œuvre littéraire éponyme de P. G. Wodehouse.

## Fiche technique
- Réalisation : Robert Thornby
- Scénario : Fred Myton, d'après le roman de P. G. Wodehouse
- Photographie : Harry W. Gerstad
- Société de Production : Jesse D. Hampton Productions
- Distributeur : Pathé Exchange
- Pays : États-Unis
- Couleur : Noir et Blanc
- Format : 1,33 : 1
- Son : Muet
- Date de sortie : 
  - États-Unis : 21 décembre 1919

## Distribution

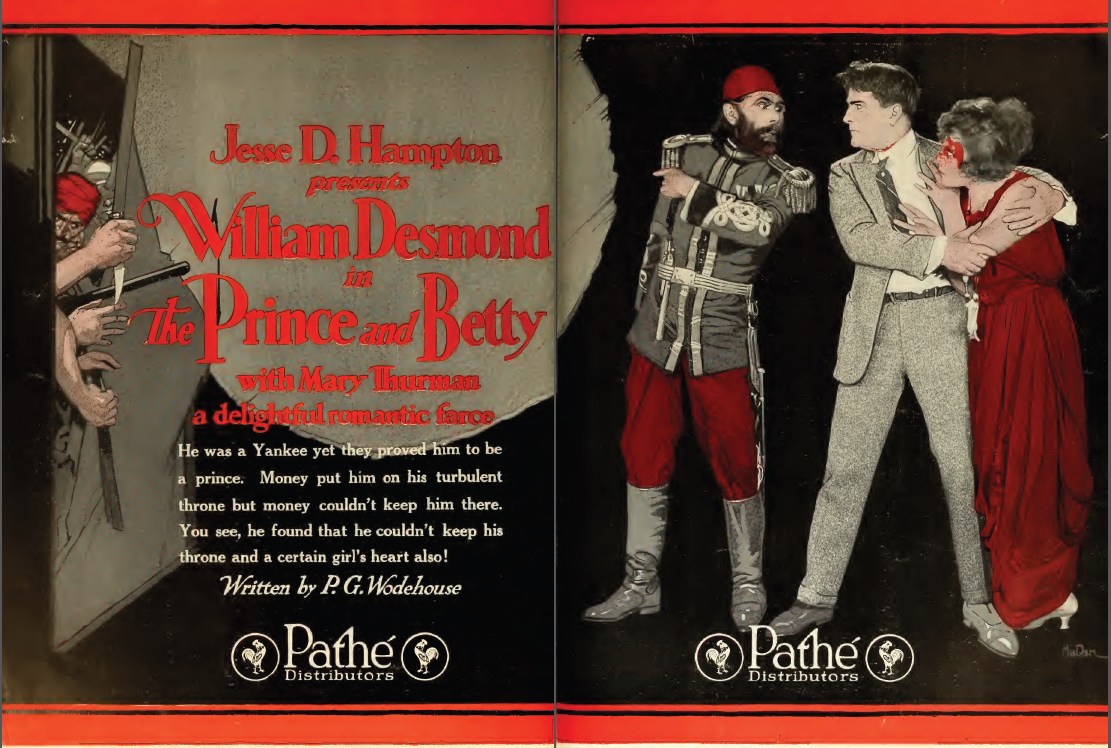

- William Desmond : John Maude
- Mary Thurman : Betty Keith
- Anita Kay : Mrs. Jack Wheldon
- George Swann : Lord Hayling
- Walter Perry : Président de Mervo
- Wilton Taylor : Benjamin Scobell
- William De Vaull : Crump
- Frank Lanning : Le berger
- Boris Karloff : Rôle indéterminé